# 6715 Sheldonmarks
6715 Sheldonmarks è un asteroide della fascia principale. Scoperto nel 1990, presenta un'orbita caratterizzata da un semiasse maggiore pari a 2,6707988 UA e da un'eccentricità di 0,0069919, inclinata di 3,45060° rispetto all'eclittica.
L'asteroide è dedicato all'urologo statunitense Sheldon Marks.